# NGC 6644
NGC 6644 ist ein planetarischer Nebel im Sternbild Schütze. Das Himmelsobjekt wurde zuerst 1888 im NGC beschrieben, der als Entdecker im Jahr 1880 den US-amerikanischen Astronomen Edward Charles Pickering mittels eines 15-Zoll-Teleskops nennt; als planetarischer Nebel wurde es im Jahr 1921 von Edwin Hubble identifiziert.